# Audrey Robichaud
Audrey Robichaud (ur. 5 maja 1988 w Quebecu) – kanadyjska narciarka dowolna. W 2006 roku wystartowała na igrzyskach olimpijskich w Turynie, gdzie zajęła ósme miejsce w jeździe po muldach. Na rozgrywanych osiem lat później igrzyskach w Soczi była dziesiąta. Była też między innymi piąta w muldach podwójnych podczas mistrzostw świata w Deer Valley. Najlepsze wyniki w Pucharze Świata osiągnęła w sezonie 2010/2011, kiedy to zajęła 11. miejsce w klasyfikacji generalnej, a w klasyfikacji jazdy po muldach uplasowała się na trzecim miejscu.

## Osiągnięcia

### Igrzyska olimpijskie
| Miejsce | Dzień     | Rok  | Miejscowość | Konkurencja      | Zwyciężczyni            |
| ------- | --------- | ---- | ----------- | ---------------- | ----------------------- |
| 8.      | 11 lutego | 2006 | Turyn       | Jazda po muldach | Jennifer Heil           |
| 10.     | 8 lutego  | 2014 | Soczi       | Jazda po muldach | Justine Dufour-Lapointe |
| 9.      | 11 lutego | 2018 | Pjongczang  | Jazda po muldach | Perrine Laffont         |

### Mistrzostwa świata
| Miejsce | Dzień       | Rok  | Miejscowość          | Konkurencja      | Zwyciężczyni          |
| ------- | ----------- | ---- | -------------------- | ---------------- | --------------------- |
| 16.     | 9 marca     | 2007 | Madonna di Campiglio | Jazda po muldach | Kristi Richards       |
| 10.     | 2 lutego    | 2011 | Deer Valley          | Jazda po muldach | Jennifer Heil         |
| 5.      | 5 lutego    | 2011 | Deer Valley          | Muldy podwójne   | Jennifer Heil         |
| 11.     | 6 marca     | 2013 | Voss                 | Jazda po muldach | Hannah Kearney        |
| 9.      | 8 marca     | 2013 | Voss                 | Muldy podwójne   | Chloé Dufour-Lapointe |
| 8.      | 19 stycznia | 2015 | Kreischberg          | Muldy podwójne   | Hannah Kearney        |
| 18.     | 8 marca     | 2017 | Sierra Nevada        | Jazda po muldach | Britteny Cox          |
| DNF     | 9 marca     | 2017 | Sierra Nevada        | Muldy podwójne   | Perrine Laffont       |

### Puchar Świata

#### Miejsca w klasyfikacji generalnej
- sezon 2004/2005: 72.
- sezon 2005/2006: 41.
- sezon 2006/2007: 39.
- sezon 2007/2008: 33.
- sezon 2008/2009: 44.
- sezon 2009/2010: 39.
- sezon 2010/2011: 11.
- sezon 2011/2012: 18.
- sezon 2012/2013: 33.
- sezon 2013/2014: 71.
- sezon 2014/2015: 13.
- sezon 2015/2016: 30.
- sezon 2016/2017: 43.
- sezon 2017/2018: 45.

#### Zwycięstwa w zawodach
1. Naeba – 19 lutego 2012 (muldy podwójne)
2. Inawashiro – 23 lutego 2013 (jazda po muldach)

#### Pozostałe miejsca na podium w zawodach
1. Lake Placid – 22 stycznia 2011 (jazda po muldach) – 3. miejsce
2. Calgary – 29 stycznia 2011 (jazda po muldach) – 2. miejsce
3. Naeba – 18 lutego 2012 (jazda po muldach) – 2. miejsce
4. Saint-Côme – 7 lutego 2015 (jazda po muldach) – 3. miejsce
5. Tazawako – 28 lutego 2015 (jazda po muldach) – 3. miejsce
6. Tazawako – 27 lutego 2016 (jazda po muldach) – 3. miejsce
7. Tazawako – 28 lutego 2016 (muldy podwójne) – 2. miejsce
8. Ruka – 9 grudnia 2017 (jazda po muldach) – 2. miejsce